# Bel Ami (chanson)
Pour les articles homonymes, voir Bel-Ami (homonymie).
Bel Ami est une chanson interprétée par Tino Rossi en 1939 sur une musique de Theo Mackeben et des paroles de Louis Poterat. Il existe une version allemande de la chanson, écrite par Fritz Beckmann. Elle sera reprise par Lucienne Delyle.
La chanson accompagne le film Bel-Ami de 1939.